# Notropis grandis
La Carpita de la Laguna de Zacapu (Notropis grandis) es un pequeño pez de agua dulce originario de América del Norte, endémico de la Laguna de Zacapu y su desembocadura en el Río Angulo en Michoacán, México.
La carpita zacapence es un miembro del complejo de especies de Notropis calientis junto con la carpita de Ameca, la carpita de Durango y la carpita de Maravatío, este último fue descrito simultáneamente con N. grandis.

## Descripción
La carpita de Zacapu se diferencia de los otros miembros del complejo de especies de N. calientis por tener 6 (raramente 7) radios ramificados en la aleta anal y 8 radios en la aleta pélvica; normalmente tiene 42 escamas de línea lateral y 10 escamas en línea transversal. Su cuerpo varía entre color amarillo y café claro con una franja lateral oscura que se ensancha para formar una parte ligeramente convexa desde cerca del origen de la aleta pectoral hasta el origen de la aleta dorsal, volviéndose más estrecha y oscuro hacia la parte posterior. Hay una marca oscura en el pedúnculo caudal y en el origen de la aleta caudal. Hay marcas finas alrededor de la base de la aleta dorsal; la cabeza está pigmentada mientras las aletas están sin pigmentar. Este es el pez más grande del complejo de Notropis calientis con una longitud estándar promedio promedio de 32.4 milímetros (1,28 pulgadas) con una desviación estándar de 4.4 milímetros (0.17 pulgadas).

## Distribución, hábitat y conservación
La carpita Zacapu es endémica de la Laguna de Zacapu y su desembocadura en Michoacán, en el centro oeste de México. La Laguna de Zacapu se encuentra en la cuenca de desembocadura del Río Lerma a través del Río Angulo y está alimentada por 12 manantiales, cerca de los manantiales hay agua clara y bien cubierta, pero en el resto del lago el agua está turbia.
La introducción de especies exóticas de carpa como la carpa común y la carpa herbívora ha provocado que el parásito Bothriocephalus acheilognathi invada a la laguna y a su conjunto de peces autóctonos, incluyendo potencialmente a la carpita zacapence. La laguna también se ha visto afectada por la contaminación y la extracción de agua, que ha reducido su superficie a 32 hectáreas (79 acres). Aunque esta especie no ha sido evaluada por la UICN, se ha recomendado que se clasifique como en peligro de extinción.